# اچ‌ام‌اس هرکول (۱۷۹۸)
اچ‌ام‌اس هرکول (۱۷۹۸) (به انگلیسی: HMS Hercule (1798)) یک کشتی است که طول آن ۵۵٫۸۷ متر (۱۸۳٫۳ فوت) می‌باشد. این کشتی در سال ۱۷۹۸ ساخته شد.